# Rozhen Peninsula
Rozhen Peninsula är en udde i Antarktis. Den ligger i Sydshetlandsöarna. Argentina, Chile och Storbritannien gör anspråk på området.
Terrängen inåt land är kuperad åt sydväst, men åt nordost är den bergig. Havet är nära Rozhen Peninsula söderut. Trakten är glest befolkad. Närmaste befolkade plats är St. Kliment Ohridski Base, 10,6 kilometer nordväst om Rozhen Peninsula. 